# Mopperipalayam
Mopperipalayam (o Moperipalayam) è una suddivisione dell'India, classificata come town panchayat, di 8.303 abitanti, situata nel distretto di Coimbatore, nello stato federato del Tamil Nadu. In base al numero di abitanti la città rientra nella classe V (da 5.000 a 9.999 persone).

## Geografia fisica
La città è situata a 11° 08' 49 N e 77° 08' 38 E.

## Società

### Evoluzione demografica
Al censimento del 2001 la popolazione di Mopperipalayam assommava a 8.303 persone, delle quali 4.279 maschi e 4.024 femmine. I bambini di età inferiore o uguale ai sei anni assommavano a 882, dei quali 492 maschi e 390 femmine. Infine, coloro che erano in grado di saper almeno leggere e scrivere erano 4.941, dei quali 2.915 maschi e 2.026 femmine.